# Приобретённая гомосексуальность
Приобретённая гомосексуальность — дискредитированная идея о том, что гомосексуальность может распространяться либо посредством сексуального соблазнения или вербовки гомосексуалами, либо посредством воздействия средств массовой информации, изображающих гомосексуальность. Согласно этому убеждению, любой ребёнок или молодой человек может стать гомосексуалом, если подвергнется этому воздействию; и наоборот, с помощью конверсионной терапии гомосексуала возможно сделать гетеросексуальным человеком.

## История идеи

### Европа в начале XX века
В своей книге «Эпистемология чулана» Ева Кософски Седжвик различает точки зрения меньшинств и массового общества относительно сексуальной ориентации; согласно первой точке зрения, гомосексуальность является достоянием относительно стабильного меньшинства, в то время как согласно второй точке зрения, любой человек потенциально может стать гомосексуалом.  Первоначальная точка зрения была общепринятой, в то время как идеи о гомосексуальности как постоянном сексуальном предпочтении развивались во второй половине девятнадцатого века вне зависимости друг от друга гей-активистом Карлом Генрихом Ульрихсом, французским психиатром Клодом-Франсуа Мишеа и немецким врачом Иоганном Людвигом Каспер. В начале XX века немецкая сексология показала, что многие мальчики-подростки практиковали гомосексуальное поведение (например, поцелуи, объятия, ласки и взаимную мастурбацию) в течение нескольких лет; считалось, что здоровое развитие состоит в отказе от них, когда они становятся старше. Считалось, что число случаев гомосексуального поведения подростков увеличилось после Первой мировой войны, и одно из самых популярных объяснений заключалось в том, что рост был вызван взрослыми гомосексуальными мужчинами (путём личных встреч или через публикации, ориентированные на гомосексуалов). Эта теория была популярна среди широкой публики, а также среди психологов и психиатров, лечивших молодёжь.

### Нацистская Германия
Вера в то, что гомосексуальность приобретается в результате полового контакта, была одной из идей, подпитывающих преследование гомосексуалов в нацистской Германии. Из-за чисто мужских организаций для мальчиков и юношей, таких как Гитлерюгенд, Штурмовых отрядов и СС, нацисты опасались быстрого распространения гомосексуальности в отсутствие жесткого подавления. Убийства в «Ночь длинных ножей» были оправданы утверждениями о подавлении предполагаемых гомосексуальных клик в Штурмовых отрядах. После события Адольф Гитлер заявил, что «каждая мать должна иметь возможность отправить своего сына в Штурмовые отряды, партию или Гитлерюгенд, не опасаясь, что он будет там этически или морально испорчен». Основываясь на теориях Карла Бонхёффера и Эмиля Крепелина, нацисты считали, что гомосексуалы соблазняют молодых мужчин и заражают их гомосексуальностью, навсегда меняя сексуальную ориентацию, и не давая юношам стать отцами. Риторика описывала гомосексуальность как заразную болезнь, но не в медицинском смысле. Скорее гомосексуальность была болезнью национального тела (Volkskörper), метафорой желаемого национального или расового сообщества (Volksgemeinschaft). Согласно нацистской идеологии, жизнь людей должна была подчиняться Volkskörper как клетки в организме человека. Гомосексуальность считалась вирусом или раком в Volkskörper, потому что она рассматривалась как угроза немецкой нации. Газета Das Schwarze Korps утверждала, что сорок тысяч гомосексуалов способны «отравить» два миллиона мужчин, если их оставить на свободе.
Утверждение, что человек мог стать гомосексуалом в результате полового контакта с лицом того же пола, приводилось для того, чтобы оправдать установление более высокого возраста согласия для гомосексуальных актов, чем для гетеросексуальных. Это произошло в Бельгии, Великобритании и Германии как в Веймарскую эпоху, так и в Западной Германии.
Убеждение в приобретаемости гомосексуальности цитировалось для поощрения прямых запретов на трудоустройство гомосексуалов, например, в сфере образования, а также для отклонения антидискриминационных законов, касающихся сексуальной ориентации.

### В современной науке
Несмотря на то, что в современной науке нет полного понимания факторов, определяющих сексуальную ориентацию, доказательств, подтверждающих биологические причины возникновения гомосексуальности, намного больше, чем доказательств, подтверждающих социальные факторы, и мало или совсем нет доказательств, подтверждающих теорию о том, что гомосексуальность может быть приобретена в результате полового контакта со взрослыми гомосексуалами. Напротив, есть свидетельства того, что гомосексуальные влечения предшествуют гомосексуальному поведению, как правило на несколько лет. Вера в гипотезу вербовки часто ассоциировалась[когда?] с резко негативным отношением к гомосексуалам, и те, кто выдвигает этот аргумент, обычно не могут эмпирически подтвердить эту веру.
В деле Европейского суда по правам человека от 2003 года «С. Л. против Австрии» суд постановил, что «современная наука показала, что сексуальная ориентация устанавливается уже в начале полового созревания», тем самым дискредитировав аргумент о приобретённой гомосексуальности. В связи с этим суд пришел к выводу, что более высокий возраст согласия на мужские гомосексуальные отношения являлся дискриминацией, и нарушал права человека.

## Общественное мнение
В Веймарской республике среди немцев было широко распространено мнение, что гомосексуальность не является врождённой, но вместо этого может быть приобретена. В России опрос показал, что 61 процент людей считают гомосексуальность приобретаемой, а 25 процентов считают её врождённой. Проведённое в 2018 году исследование в США показало, что ознакомление участников с научной информацией о причинах гомосексуальности не изменило поддержку участниками прав ЛГБТ.
Утверждение, что гомосексуальность можно приобрести, читая о ней в СМИ, приводилось в оправдание цензуры ЛГБТ-ориентированных СМИ в Веймарской республике Великобритании с помощью статьи 28 закона о местном самоуправлении, направленного на предотвращение узнавания молодых людей о гомосексуальности, а также в Венгрии 21 века (Венгерский закон против ЛГБТ) и России (Российский закон о запрете пропаганды ЛГБТ).